# Dolichomitus mucronatus
Dolichomitus mucronatus là một loài tò vò trong họ Ichneumonidae.